# Симеон Маринковић
Симеон Маринковић (Попова, 1941) српски је дечји писац, доктор филолошких наука и универзитетски професор. Оснивач је издавачке куће Креативни центар, највише награђиваног издавача за децу у Србији. У тој издавачкој кући ради као главни уредник.

## Биографија
Симеон Маринковић је рођен 1941. године у Попови код Блаца. Завршио је Учитељску и Вишу педагошку школу у Крушевцу, Филозофски факултет у Скопљу, магистрирао је и докторирао на Филолошком факултету у Београду. Крајем шездесетих година 20. века радио је као учитељ, од 1980. године био је регионални просветни саветник, а крајем осамдесетих постао је и саветник за питања образовања у Влади Републике Србије. Током деведесетих радио је на Универзитету у Нишу као професор методике српског језика и књижевности. Издавачку делатност започео је у време када је био млад наставник, са супругом. Самостално су објавили књигу Топлица, наш крај, неку врсту хронике и завичајне читанке топличког краја. Ово издање штампано је 1968. године у Прокупљу, а за њим је уследило још неколико књига.
Едицију креативних сликовница Жапче почео је да објављује 1989. године. На темељима тог серијала књига настао је Креативни центар, основан 1989. године као породична издавачка кућа.
Аутор је и коаутор великог броја књига за децу и младе, као и бројних уџбеника за основну школу. Многе његове књиге освојиле су значајне награде у Србији. Написао је два методичка приручника Стваралачка настава српског језика и књижевности и Методика креативне наставе српског језика и књижевности.
Чувени су његови серијали књига о Мишку Пишку и девојчици Ани, збирке песама, сликовнице за најмлађе, али и многи радни листови за предшколце и уџбеници за основце.
Основни циљеви његовог стваралаштва јесу развој креативности код деце и младих, као и стваралачких метода у учењу, затим подстицање дружења деце и одраслих уз књигу и грађење бољих односа према природи и међу људима.
Прва књига коју је написао и објавио за Креативни центар јесте сликовница Мачка (1989) из едиције Жапче. После ње уследиле су друге сликовнице из исте едиције Крава, Кокошка, Коза итд.
Приређивач је најпопуларније едиције Креативног центра Пустоловине, у којој су класична дела домаће књижевности за децу пропраћена документарним материјалом о делу и писцу. Аутор је и коаутор популарних сликовница за децу у издању Креативног центра.
„Волео бих да школа стварно припреми децу за живот, да их научи како да стварају, како да комуницирају, како да очувају здравље и изграде срећу.”— Симеон Маринковић, интервју на сајту „Зелена учионица"

## Награде
Добитник је бројних награда, међу којима су Награда Политикиног Забавника за књигу Стилске игре, Награда Доситејево перо за Приче о Светоме Сави и многе друге. Аутор је неколико уџбеника за предшколце и основце који су добили Награду Најбољи европски уџбеник.
Добитник је Златне награде на европском такмичењу Belma (Best European Learning Material Award) за предшколски радни материјал Играм се и размишљам.
- Награда Захарије Орфелин Међународног сајма књига у Новом Саду за књигу Плашљиво лавче, са илустрацијама Душана Павлића, Друга награда за ликовно и техничко уређење, 2004.[3]
- Награда дечје критике Доситејево перо за књигу Приче о Светоме Сави у категорији књига за млађи узраст, 2005.[3]
- Награда за најбољи уџбеник Европског удружења издавача уџбеника у категорији уџбеника за млађе разреде основне школе за издање Природа и друштво за трећи разред основне школе, 2013.[4]
- Награда Политикиног Забавника за књигу Стилске игре као најбоље књижевно дело за младе, 2014.[5]
- Награда Гомионица Сајма књига у Бањалуци за најбољу књигу за децу за Стилске игре, са илустрацијама Душана Павлића, 2014.[4]
- Награда за најбољи уџбеник Европског удружења издавача уџбеника у категорији књига за предшколце за издање Весели вртић, 2014.[6]
- Награда Невен Пријатеља деце Србије за најбоље илустровану књигу за децу за Стилске игре, 2014.[7]
- Награда за најлепшу дечју књигу Међународног сајма књига Трг од књиге у Херцег Новом за Приче од А до Ш, са илустрацијама Тихомира Челановића и Душана Павлића, 2014.[4]
- Награда за најбољу илустрацију на Фестивалу илустрације књиге BookILL Fest Сајма књига у Новом Саду за издање Стилске игре, 2015.[4]
- Награда Захарије Орфелин Међународног сајма књига у Новом Саду за Стилске игре 2, са илустрацијама Душана Павлића, Специјална награда, 2017.[4]
- Награда за најлепшу књигу Београдског међународног сајма књига за издање Путовање по Србији, 2017.[4]
- Награда за најбољи уџбеник Европског удружења издавача уџбеника у категорији књига за предшколце за књиге из едиције Школице, 2018.[4]
- Награда дечје критике Доситејево перо за књигу На крилима радости, у категорији књига за млађи узраст, 2019.[8]
- Награда за најбољи уџбеник Европског удружења издавача уџбеника за вишенаменски радни материјал намењен предшколцима Играм се и размишљам, 2021.[9]

## Дела
- Мишко Пишко (1994)
- Шта све Ана зна: Лепо понашање (2001)
- Мишко Нећејед (2002)
- Мишко Плашљивко (2002)
- Шта све Ана зна: Здрава храна (2002)
- Шта све Ана зна: У кући (2003)
- Мишко Љубоморко (2003)
- Мишко Љутко (2003)
- Шта све Ана зна: Другарство (2004)
- Мишко Стидљивко (2004)
- Мишко и пундравци (2005)
- Приче о Светоме Сави (2005)
- Шта све Ана зна: Добри суседи (2006)
- Шта све Ана зна: Здрав живот (2006)
- Мисли великих људи (2007) (приређивач)
- Шта све Ана зна: Чување природе (2008)
- Шта све Ана зна: О саобраћају (2010)
- Шта све Ана зна: Добри савети (2012)
- Ана и Филип истражују: У шуми (2012)
- Ана и Филип истражују: На реци (2013)
- Ко се то чује? (2013)
- Ко је то гладан? (2013)
- Где је моја мама? 2013)
- Стилске игре (2014)
- Приче од А до Ш (2014)
- Вук и седам јарића и друге приче (2014)
- Медин први речник (2014)
- Шта све Ана зна: У вртићу (2014)
- Дунавски змај и остале приче (2014)
- Шта све Ана зна: О спорту (2015)
- Где зека пије воду? (2015)
- Боје око нас (2016)
- Где станују животиње (2016)
- Бројеви у циркусу (2016)
- Зекина школица (2016)
- Куцина школица (2016)
- Мацина школица (2016)
- Јежићева школица (2016)
- Стилске игре 2 (2016)
- Споменар мог детињства (2016)
- Медина школица (2017)
- Совина школица (2017)
- Шта све Ана зна: О срећи (2017)
- Путовање по Србији (2017)
- Ана и Филип истражују: На мору (2018)
- Гужва у шумској школи (2018)
- На крилима радости (2018)
- Чудна чавка чаврљала (2019)
- Тиги, време је за спавање (2019)
- Тиги, хајдемо у шетњу (2019)
- Ана и Филип истражују: На ливади (2019)
- Тиги, време је за ручак (2019)
- Тиги путује (2019)
- Шта све Ана зна: Полазак у школу (2020)
- Шта је горе, а шта доле (2020)
- Моја осећања (2020)
- Маме, тате и младунци (2020)
- Не плашим се више! (2021)
- Необичне приче и једна песма (2022)
- Чудовиште у Зекиној шуми (2022)
- Узбуна у Бистром потоку (2022)
- Незгода на Зеленој ливади (2023)
- Нова година у Зекиној шуми (2023)
- Моја Србија (2023)